# Большая майна
Большая майна или чубатая майна (лат. Acridotheres grandis) — вид воробьинообразных птиц из семейства скворцовых (Sturnidae). Подвидов не выделяют.

## Описание
Большая майна достигает длины 24,5—27,5 см и массы от 95 до 103 г. Половой диморфизм не выражен. Удлинённые перья на лбу образуют гребень, который может загибаться назад. Перья на макушке и затылке удлиненные и взъерошенные. Оперение чёрного цвета, с небольшим блеском на спине и крыльях. Основания первостепенных маховых перьев и большая часть открытых частей первостепенных кроющих перьев крыла белого цвета, образуют характерное пятно на крыле. Рулевые перья с белыми кончиками, наиболее широкие на наружных перьях. Нижние кроющие перья хвоста белые; радужная оболочка красновато-коричневая; клюв хромово-жёлтый; ноги жёлтые. Молодые особи более тусклые, чем взрослые, скорее коричневого цвета, с очень коротким лобным гребнем. Основания перьев на подбородке и горле буровато-белые, из-за чего эти части тела выглядят пятнистыми. Нижние кроющие перья хвоста бурого цвета, пятна на крыльях меньше, а белые кончики рулевых перьев более узкие.
Песня представляет собой набор повторяющихся фраз, описываемых как повторяющееся «queeter, queeter». Сигнал тревоги — резкое «kaar», в полёте издаёт мягкое «piu», контактная позывка — пронзительное односложное «chuur-chuur».

## Места обитания и биология
Большая майна предпочитает открытую местность, например, луга и болота, а также возделываемые площади и рисовые поля, а также парки и сады. Встречается на высоте до 1520 м над уровнем моря.
Большая майна кормится в основном парами, а также стаями. В состав рациона входят в основном насекомые, в том числе термиты (Isoptera), а также другие беспозвоночные, семена (рис) и ягоды. Добывает пищу на земле, извлекая насекомых из травянистого покрова открытым клювом; собирает насекомых с листьев. Использует крупный рогатый скот, таких как азиатские буйволы (Bubalus), отлавливая насекомых, потревоженных млекопитающими; а также удаляет насекомых и клещей (Ixodidae) с кожи буйволов.
Сезон размножения приходится на период с апреля по август. Гнездо сооружается из травы и подобного материала и размещается в дупле дерева на высоте 5 м от земли или выше, или в кроне кокосовой пальмы (Cocos nucifera), на крыше дома или в дренажном отверстии в стене; иногда в заброшенных норах щурковых (Meropidae) на Малайском полуострове. В кладке 4—6 тёмно-синих яиц. Другой информации нет.

## Распространение
Большая майна распространена на северо-востоке Индии, в Бангладеш, Бутане, на юге Китая (в провинции Юньнань) и по всему Индокитаю, включая Малаккский полуостров, куда они были интродуцированы в историческое время.